# باکوما
باکوما (به لاتین: Bakouma) یک منطقهٔ مسکونی در جمهوری آفریقای مرکزی است که در امبومو واقع شده‌است. باکوما ۱۷٬۵۹۹ نفر جمعیت دارد و ۵۰۰ متر بالاتر از سطح دریا واقع شده‌است.